# 烏達爾內 (卡拉恰伊-切爾克斯共和國)
乌达尔内（羅馬化：Udarnyy）是俄罗斯卡拉恰伊-切尔克斯共和国的市级镇，属普里库班斯科耶区，位于斯塔夫罗波尔大运河（Большой Ставропольский канал）畔，位于卡拉恰伊-切尔克斯共和国与斯塔夫罗波尔边疆区边界附近，在区行政中心高加索斯基及共和国首府切尔克斯克东北方。
该地2021年人口有880人；2010年人口1,083；2002年人口1,137；1989年人口1,221。